# Capo Colonne
Capo Colonne este o arie protejată (arie specială de conservare — SAC, sit de importanță comunitară — SCI) din Italia întinsă pe o suprafață de 29 ha, integral pe uscat.

## Localizare
Centrul sitului Capo Colonne este situat la coordonatele 39°01′31″N 17°12′20″E / 39.025278°N 17.205556°E.

## Înființare
Situl Capo Colonne a fost declarat sit de importanță comunitară în septembrie 1995 pentru a proteja 1 specie de animale. Situl a fost protejat și ca arie specială de conservare în iunie 2017.

## Biodiversitate
Situată în ecoregiunea mediteraneană, aria protejată conține 4 habitate naturale: Faleze cu vegetație de Limonium spp. endemic de pe coastele mediteraneene, Vegetație anuală la limita mareei, Pseudostepă cu ierburi și specii anuale de Thero-Brachypodietea, Formațiuni scunde de Euphorbia în apropierea falezelor.
La baza desemnării sitului se află o specie protejată de  păsări: Larus audouinii.
Pe lângă speciile protejate, pe teritoriul sitului au mai fost identificate 9 specii de plante.